# Philip Noel-Baker
Philip John Noel-Baker, baron Noel-Baker (ur. 1 listopada 1889 w Londynie, zm. 8 października 1982 tamże) – brytyjski polityk, dyplomata, prawnik, laureat Pokojowej Nagrody Nobla, medalista olimpijski w lekkoatletyce.

## Życiorys
Był synem Josepha Allena Bakera, kwakra urodzonego w Kanadzie, który po przybyciu do Wielkiej Brytanii działał jako fabrykant i sprawował mandat w Radzie Miejskiej Londynu oraz Izbie Gmin. Philip Baker (człon Noel przybrał w 1943 od nazwiska żony Irene) studiował początkowo w Stanach Zjednoczonych (w kolegium kwakrów w Haverford), następnie na Uniwersytecie w Cambridge. W środowisku studentów w Cambridge był, między innymi, przewodniczącym stowarzyszenia studenckiego Cambridge Union Society. Od czasów studiów zajmował się sportem, biegał na średnie dystanse. W późniejszym okresie został powołany do ekipy olimpijskiej i zdobył srebrny medal w biegu na 1500 metrów (4:02,3 s) na igrzyskach w Antwerpii w 1920. Na kolejnych igrzyskach w Paryżu w 1924 był kapitanem ekipy brytyjskiej (rozsławionej filmem Rydwany Ognia).
W okresie I wojny światowej organizował i dowodził jednostkami sanitarnymi. Został uhonorowany odznaczeniami wojennymi brytyjskimi, francuskimi i włoskimi. Brał udział w konferencji pokojowej w Paryżu w 1919, a następnie w formowaniu Ligi Narodów. Był sekretarzem znanego dyplomaty brytyjskiego lorda Roberta Cecila, a następnie Erica Drummonda, pierwszego sekretarza generalnego Ligi Narodów. W latach 1924–1929 wykładał prawo międzynarodowe na Uniwersytecie Londyńskim, a w latach 1933–1934 na Uniwersytecie Yale.
W 1924 kandydował po raz pierwszy w wyborach do Izby Gmin, reprezentując Partię Pracy, ale nie uzyskał mandatu. Został wybrany w 1929 z okręgu Coventry i zasiadał w Izbie Gmin do 1931, a następnie w latach 1936–1970 jako reprezentant okręgu Derby i Derby South (tego drugiego od 1950). W okresie II wojny światowej był parlamentarnym prywatnym sekretarzem premiera Winstona Churchilla, po wojnie pozostał w rządzie Clementa Attleego jako minister stanu w Ministerstwie Spraw Zagranicznych (1945–1946), minister lotnictwa (1946–1947), minister ds. Wspólnoty Narodów (1947–1950, członek gabinetu) oraz minister paliwa i mocy (1950–1951).
Działał w brytyjskiej delegacji w ONZ, współtworzył Kartę Narodów Zjednoczonych. W 1959 za pracę na rzecz pokoju światowego i rozbrojenia został uhonorowany Pokojową Nagrodą Nobla.
Swoją żonę, Irene Noel, poślubił w 1915. Mieli jednego syna, Francisa, również polityka Partii Pracy.

## Publikacje
- Disarmament (1926)
- The Arms Race. A Programme for World Disarmament (1958)